# Temaiku
Temaiku é uma cidade das ilhas Gilbert, Kiribati.